# Verbandsgemeinde Wethautal
Die Verbandsgemeinde Wethautal ist eine Gebietskörperschaft im Burgenlandkreis in Sachsen-Anhalt.

## Geographie
Die Verbandsgemeinde liegt an der namensgebenden Wethau sowie an der Saale.

## Mitgliedsgemeinden
- Meineweh
- Mertendorf
- Molauer Land
- Osterfeld, Stadt
- Schönburg
- Stößen, Stadt
- Wethau

## Geschichte
Die Verbandsgemeinde gründete sich am 1. Januar 2010. Die meisten der beteiligten Gemeinden waren vorher in der Verwaltungsgemeinschaft Wethautal zusammengeschlossen. Da Verbandsgemeinden höchstens acht Mitgliedsgemeinden mit je 1.000 Einwohnern haben dürfen, gab es noch am selben Tag folgende Veränderungen:
- Zusammenschluss der Gemeinden Abtlöbnitz (155 Einwohner), Casekirchen (246 Einwohner), Leislau (258 Einwohner) und Molau (542 Einwohner) zur neuen Gemeinde Molauer Land (1.201 Einwohner)
- Zusammenschluss der Gemeinden Görschen (515 Einwohner), Löbitz (438 Einwohner) und Mertendorf (692 Einwohner) zur neuen Gemeinde Mertendorf (1.645 Einwohner)
- Zusammenschluss der Gemeinden Gieckau (333 Einwohner) und Wethau (685 Einwohner) zur neuen Gemeinde Wethau (1.018 Einwohner)
- Zusammenschluss der Gemeinden Meineweh (627 Einwohner), Pretzsch (173 Einwohner) und Unterkaka (290 Einwohner) zur neuen Gemeinde Anhalt Süd (1.090 Einwohner)
- Eingemeindung der Gemeinden Goldschau (304 Einwohner), Heidegrund (667 Einwohner) und Waldau (492 Einwohner) in die Stadt Osterfeld, deren Einwohnerzahl sich von 1.299 auf 2.762 erhöht

Die angegebenen Einwohnerzahlen beziehen sich jeweils auf den Stichtag 31. Dezember 2008.

## Politik

### Verbandsgemeinderat
Die Wahl zum Verbandsgemeinderat am 25. Mai 2014 führte bei einer Wahlbeteiligung von 53,5 % zu folgendem Ergebnis:
| Partei        | Sitze | Stimmen |
| ------------- | ----- | ------- |
| CDU           | 7     | 34,8 %  |
| SPD           | 3     | 14,3 %  |
| Die Linke     | 1     | 05,3 %  |
| FDP           | 1     | 06,5 %  |
| Wählergruppen | 8     | 32,7 %  |

### Wappen
Das Wappen wurde von dem Kommunalheraldiker Jörg Mantzsch gestaltet und am 1. Oktober 2010 durch den Landkreis genehmigt.
Blasonierung: „Geviert von Silber und Grün; Feld 1 und 4: ein blauer Wellenbalken, Feld 2: ein schwarz gefugter goldener Turm mit rechteckiger schwarzer Türöffnung, einem schwarzen Fenster und mittig aufgesetzter schmaler gemauerter Turmspitze, Feld 3: ein goldenes Mühlrad mit vier breiten Hauptspeichen und vier schmalen Verstrebungsspeichen.“
Die Farben der Verbandsgemeinde sind Blau – Gelb.

### Flagge
Die Flagge ist blau – gelb (1:1) gestreift (Längsform: Streifen senkrecht verlaufend, Querform: Streifen waagerecht verlaufend) und mittig mit dem Wappen der Verbandsgemeinde belegt.

## Verkehr
Durch das Verbandsgemeindegebiet führen die Bundesautobahn 9 sowie die Bundesstraße 180. In Wethau, Mertendorf, Scheiplitz und Stößen befanden sich Bahnhöfe an der mittlerweile stillgelegten Bahnstrecke Naumburg–Teuchern.